# バハムート戦記
『バハムート戦記』 (RECORD OF BAHAMUT WAR) は、1991年にセガから発売されたシミュレーションゲーム。2人同時プレイ可能。

## 概要
幻想の大陸バハムートの覇権をかけて争う8種類のマスター（勢力）から、プレーヤー毎に1つを選び、英雄、召喚部隊、召集部隊を編制・操作し、自分以外のマスターの打倒を目指す。他のマスターをすべて倒し、最後に自マスターが生き残っているとゲームクリアとなり、マスター毎に異なるエンディングを見られる。

## ゲーム内容

### フェイズ
ゲームは敵味方が順番に操作を行うターン制で進行し、1ターンは下記の5つのフェイズから成り立っている。
1. 更新フェイズ（部隊の回復、ランダムイベントの発生/自動進行）
2. イベントフェイズ（事件イベントの発生、策略イベントの入手/自動進行）
3. 政策フェイズ（他マスターへの同盟依頼、策略イベントの実行等/コマンド入力可）
4. 徴収フェイズ（LPの徴収等/自動進行）
5. 作戦フェイズ（作戦コマンドの実行/コマンド入力可）

また、ゲームの舞台となるバハムート大陸は40の領土に分かれており、各マスターは開始時に最低1から複数の領土を所持している（初期保有の領土数は、ゲーム開始時に選択するシナリオにより異なる）。いずれのマスターも所持していない領土は「中立エリア」と呼ばれ、ランダムで野良モンスターが配置されており、野良モンスターに戦争を仕掛けて勝利しないと自勢力の領土にはできない。
自勢力の支配下にある領地からはターンの徴収フェイズ毎にLP（お金）が徴収され、LPは雇っている英雄への報酬や、召集部隊を召集・成長させる際に必要となり、地形によって召喚できる召喚部隊の種類が限定されることがあるため、プレーヤーは他マスターの打倒だけではなく、領地の拡大も心掛ける必要がある。

### マスター（勢力）
ゲームで選べるマスターは、下記の8種類。マスターのパラメータは、性格、基本能力、攻撃能力、ヘクス線画面、移動＆技量修正、特性、魔法属性・レベル、召集可能部隊等がある。そのため、攻撃力は高いが魔法が使えない、遠距離戦が得意、飛行可能、召喚のみが可能など、各マスターに合わせた性格付けがなされており、マスター毎に戦略・戦術を切り替えてプレイする必要がある。
1. 聖戦士 - ジーク
2. 狂戦士 - バストラル
3. 大魔術師 - シェルファ
4. エルフ - エル＝モア
5. 巨人 - ガイラム
6. 巨龍 - ベルフレイム
7. 大魔王 - クリムト
8. （アンデッド） - バルマー卿

## 他機種版
| No. | タイトル                            | 発売日        | 対応機種 | 開発元 | 発売元 | メディア     | 型式 | 売上本数 |
| --- | ----------------------------------- | ------------- | -------- | ------ | ------ | ------------ | ---- | -------- |
| 1   | バハムート戦記 バーチャルコンソール | 2007年4月24日 | Wii      | セガ   | セガ   | ダウンロード | -    | -        |
|     |                                     |               |          |        |        |              |      |          |

## スタッフ
- ゲーム・デザイン、プログラム：むうみん、倉谷遣一
- グラフィック・デザイン：まお
- サウンド：MUCHO&Comp.
- プロジェクト・マネージ：むっちゃん（藤井睦弘）
- ヘルプ・プログラム：MRN
- グンシ：やまざー
- データ・アジャスト：釈尊、羽田一夫
- マニュアル：松戸八太、妖神零
- パッケージ：まるぺん直、絹毛ネズミ科
- スペシャル・サンクス：西山大シミュ研
- カバー・イラストレーション：塩谷博明

## 評価
- ゲーム誌『ファミコン通信』の「クロスレビュー」では合計25点（満40点）になっている[3]。

- ゲーム誌『メガドライブFAN』の読者投票による「ゲーム通信簿」での評価は以下の通りとなっており、21.86点（満30点）となっている[1]。また、同雑誌1993年7月号特別付録の「メガドライブ&ゲームギア オールカタログ'93」では、「ファンタジー性を前面に押し出したウォーゲーム」、「ルールの選択や難易度の選択によって、自分なりの楽しみ方ができるようになっている」と紹介されている[1]。

| 項目 | キャラクタ | 音楽 | 操作性 | 熱中度 | お買得度 | オリジナリティ | 総合  |
| 得点 | 3.91       | 3.46 | 3.46   | 3.71   | 3.64     | 3.68           | 21.86 |

- ゲーム誌『BEEP!メガドライブ』の「ドッグレース」では8・8・7・8の合計31点（満40点）[4]、レビュアーは「ファイアーエムブレムを思い起こさせる」、「三國志と大戦略を足して2で割って1引いたようなゲーム」と表現して光栄系のゲームに慣れていると目新しいわけではないが、本格派SLGで凝った作り、やれることが多いながらそんなに難しくなくマニアではなくとも安心、グラフィックが洗練されているとした他、システムによって難易度が違うことを指摘した[4]。「読者レース」では8.1341点（満10点）となっている[5]。また、読者投票による「メガドライブ・アカデミー賞」（1991年度）では、シミュレーション部門で3位、最優秀美術賞で7位、最優秀パッケージ賞で3位を獲得している[7]。

- ゲーム本『メガドライブ大全』（2004年、太田出版）では、「コマンドの種類は多いが、『委任』（コンピュータに任せる）により丸投げできるので、シミュレーションの初心者でも取っつきやすい」、「人間やエルフがマスターの場合、部下の戦士や騎士らは弱っちい。しかし、英雄を『探索』して雇い、部隊を強くしたり、戦闘の指揮ができるようになる。逆にドラゴンや悪魔は個々のユニットは強力だが、命令を聞かずに暴れる、という風にバランスが取られている」と評している[6]。